# Programiranje održavanja
Proces kreiranja programa održavanja se zove programiranje održavanja. Program (raspored) održavanja je odgovor na pitanje kada raditi aktivnosti održavanja i tko će ih raditi (kada i tko). Razlika između planiranja i programiranja održavanja se ogleda u tome što je plan održavanja odgovor na pitanje što i kako raditi, a program (raspored) je odgovor na pitanje kada i tko će raditi aktivnosti. U suvremenom održavanju se programiranje održavanja obavlja tjedno i dnevno tj. kreiraju se tjedni i dnevni programi održavanja. Na engleskom jeziku se rabi naziv maintenance schedule za program održavanja